# Сент-Мартінс (Міссурі)
Сент-Мартінс (англ. St. Martins) — місто (англ. city) в США, в окрузі Коул штату Міссурі. Населення — 1191 особа (2020).

## Географія
Сент-Мартінс розташований за координатами 38°35′45″ пн. ш. 92°19′53″ зх. д. / 38.59583° пн. ш. 92.33139° зх. д. (38.595904, -92.331351).  За даними Бюро перепису населення США в 2010 році місто мало площу 4,91 км², з яких 4,89 км² — суходіл та 0,02 км² — водойми.

## Демографія
Згідно з переписом 2010 року, у місті мешкало 1140 осіб у 451 домогосподарстві у складі 325 родин. Густота населення становила 232 особи/км².  Було 474 помешкання (96/км²).
Расовий склад населення:
| - 95,4 % — білих - 1,1 % — чорних або афроамериканців - 0,7 % — азіатів - 0,3 % — корінних американців - 1,0 % — осіб інших рас |

До двох чи більше рас належало 1,6 %. Частка іспаномовних становила 1,2 % від усіх жителів.
За віковим діапазоном населення розподілялося таким чином: 25,9 % — особи молодші 18 років, 61,1 % — особи у віці 18—64 років, 13,0 % — особи у віці 65 років та старші. Медіана віку мешканця становила 36,6 року. На 100 осіб жіночої статі у місті припадало 88,7 чоловіків;  на 100 жінок у віці від 18 років та старших — 84,1 чоловіків також старших 18 років.
Середній дохід на одне домашнє господарство  становив 67 132 долари США (медіана — 69 167), а середній дохід на одну сім'ю — 77 571 долар (медіана — 75 880). Медіана доходів становила 43 929 доларів для чоловіків та 37 500 доларів для жінок. За межею бідності перебувало 12,7 % осіб, у тому числі 21,6 % дітей у віці до 18 років та 0,0 % осіб у віці 65 років та старших.
Цивільне працевлаштоване населення становило 597 осіб. Основні галузі зайнятості: публічна адміністрація — 19,6 %, освіта, охорона здоров'я та соціальна допомога — 18,3 %, роздрібна торгівля — 11,7 %, будівництво — 8,0 %.